# Route nationale 489
Pour les articles homonymes, voir Route 489.
La route nationale 489, ou RN 489, est une ancienne route nationale française ayant connu deux itinéraires différents.
Des années 1930 aux années 1970, la RN 489 reliait Toulon-sur-Allier (près de Moulins) à La Clayette. Celle-ci a été déclassée en RD 989. Le numéro 489 a été utilisé ensuite entre 2003 et 2017 pour assurer la liaison entre les routes nationales 7 et 6 ; elle a été intégrée à l'autoroute A89.

## Histoire
La première route nationale 489 a été créée dans les années 1930 à partir des chemins de grande communication no 2 dans l'Allier, no 36 de la limite Allier / Saône-et-Loire à Marcigny et no 75 de Marcigny à La Clayette. À sa création en 1933, elle est définie « de Moulins à Cluny ».
Elle se détachait en réalité de la route nationale 7 à 5 km au sud de Moulins, à Toulon-sur-Allier.
À la suite de la réforme de 1972, elle a été déclassée en RD 989 dans les départements de l'Allier et de la Saône-et-Loire.
Une nouvelle route nationale 489 est créée dans le département du Rhône par un arrêté du 23 avril 2003, par classement dans le réseau routier national de la route départementale 73,. Antenne de la route nationale 89, elle reliait, dans le département du Rhône, la RN 7 à la RN 6, dans les communes de la Tour-de-Salvagny et de Dardilly. Le décret du 1er avril 2015 a prévu son classement dans le domaine autoroutier à l'issue des travaux du prolongement de l'autoroute A89.
En 2017, elle a été intégrée à l'autoroute A89 lors de sa mise aux normes autoroutières et de son prolongement vers l'autoroute A6.

## Tracé de Toulon-sur-Allier à La Clayette
- Toulon-sur-Allier
- Neuilly-le-Réal
- Saint-Voir
- Jaligny-sur-Besbre
- Sorbier
- Le Donjon
- Neuilly-en-Donjon
- Bourg-le-Comte
- Chambilly
- Marcigny
- Semur-en-Brionnais
- Sainte-Foy
- Saint-Christophe-en-Brionnais
- Vareilles
- La Clayette